# Molophilus (Molophilus) monstrosus
Molophilus (Molophilus) monstrosus is een tweevleugelige uit de familie steltmuggen (Limoniidae). De soort komt voor in het Palearctisch gebied.